# Вогрич, Макс
Макс Вогрич (нем. Max Wilhelm Carl Vogrich, иногда нем. Wogritsch; 24 января 1852, Германштадт, Трансильвания — 10 июня 1916, Нью-Йорк) — австрийский композитор и пианист.
Окончил Лейпцигскую консерваторию (1869), ученик Карла Райнеке, Морица Гауптмана и Игнаца Мошелеса. В 1870—1878 гг. концертировал по странам Европы, Северной и Южной Америки, в 1882—1886 гг. жил и работал в Австралии, в 1900—1902 и с 1914 г. в США, в 1902—1908 гг. в Германии, в 1908—1914 гг. в Англии.
Автор опер «Ванда» (1875), «Ланселот» (1890), «Король Артур» (1893), «Будда» (1899), оратории «Плен» (англ. Captivity; 1884), посвящённого пианистке Адели аус дер Оэ фортепианного концерта и скрипичного концерта E pur si muove, входившего в репертуар Миши Эльмана, а также инструментальных и хоровых сочинений, сборника упражнений «Школа беглости» (англ. School Of Velocity). Три переложения каприсов Николо Паганини (№ 9, 10 и 12) для скрипки и фортепиано получили высокую оценку Леопольда Ауэра. Редактировал издание фортепианных пьес Роберта Шумана и «Gradus ad Parnassum» Муцио Клементи.